# Diospyros gallo
Diospyros gallo är en tvåhjärtbladig växtart som beskrevs av B. Walln. Diospyros gallo ingår i släktet Diospyros och familjen Ebenaceae. Inga underarter finns listade i Catalogue of Life.